# ジフチンシンターゼ
ジフチンシンターゼ (Diphthine synthase、EC 2.1.1.98) は、以下の化学反応を触媒する酵素である。
S-アデノシル-L-メチオニン + 2-(3-カルボキシ-3-アミノプロピル)-L-ヒスチジン ⇌ S-アデノシル-L-ホモシステイン + 2-[3-カルボキシ-3-(メチルアンモニオ)プロピル]-L-ヒスチジン
従って、基質はS-アデノシルメチオニンと2-(3-カルボキシ-3-アミノプロピル)-L-ヒスチジンの2つ、生成物はS-アデノシル-L-ホモシステインと[[2-[3-カルボキシ-3-(メチルアンモニオ)プロピル]-L-ヒスチジン]]の2つである。
この酵素は異性化酵素、特にメチル基を転移させるメチルトランスフェラーゼに分類される。系統名は、S-アデノシル-L-メチオニン:2-(3-カルボキシ-3-アミノプロピル)-L-ヒスチジンメチルトランスフェラーゼ (S-adenosyl-L-methionine:2-(3-carboxy-3-aminopropyl)-L-histidine methyltransferase) である。

## 構造
2007年末現在で、84個の構造が解かれている。蛋白質構造データバンクのコードは、1VCE、1VHV、1WDE、1WNG、2DEK、2DSG、2DSH、2DSI、2DV3、2DV4、2DV5、2DV7、2DXV、2DXW、2DXX、2E07、2E08、2E15、2E16、2E17、2E4N、2E4R、2E7R、2E8H、2E8Q、2E8R、2E8S、2ED3、2ED5、2EEQ、2EGB、2EGL、2EGS、2EH2、2EH4、2EH5、2EHC、2EHL、2EJJ、2EJK、2EJZ、2EK2、2EK3、2EK4、2EK7、2EKA、2EL0、2EL1、2EL2、2EL3、2ELD、2ELE、2EMR、2EMU、2EN5、2ENI、2HR8、2HUQ、2HUT、2HUV、2HUX、2OWF、2OWG、2OWK、2OWU、2OWV、2P2X、2P5C、2P5F、2P6D、2P6I、2P6K、2P6L、2P9D、2PB4、2PB5、2PB6、2PCA、2PCG、2PCH、2PCI、2PCK、2PCM、2Z6Rである。